# UCI-Mountainbike-Weltcup 2025
Der UCI-Mountainbike-Weltcup 2025 wird von April bis Oktober in den Disziplinen Cross-Country olympisch (XCO), Short Track (XCC), Downhill (DHI) und Enduro (EDR) ausgetragen.
Die Wettbewerbe werden von der UCI unter dem Namen UCI Mountain Bike World Series vermarktet. Der vorläufige Kalender wurde im Oktober 2024 veröffentlicht, geplant sind 15 Stationen in zehn Ländern in Europa, Nordamerika und Südamerika. Erstmals ist La Thuile im Aostatal Austragungsort eines Weltcups. Wenig später machte die UCI Änderungen hinsichtlich der Zulassung von Teams und Fahrern bekannt, auch soll der Qualifikationsmodus im Downhill modifiziert werden. Die Elektro-Enduro-Wertung wird abgeschafft, stattdessen kommt im Enduro eine Junioren-Wertung hinzu. Die MTB-Marathon-Wettkämpfe werden in einen separaten Marathon-Weltcup ausgegliedert, der von einem anderen Veranstalter organisiert wird.

## Programm
| Datum             | Disziplinen | Disziplinen | Disziplinen | Disziplinen | Austragungsort       |
| Datum             | XCO         | XCC         | DHI         | EDR         | Austragungsort       |
| ----------------- | ----------- | ----------- | ----------- | ----------- | -------------------- |
| 3.–6. April       | X           | X           |             |             | Araxá                |
| 10.–12. April     | X           | X           |             |             | Araxá                |
| 9.–11. Mai        |             |             |             | X           | Finale Ligure        |
| 16.–18. Mai       |             |             | X           | X           | Bielsko-Biała        |
| 23.–25. Mai       | X           | X           |             |             | Nové Město na Moravě |
| 30. Mai–1. Juni   |             |             | X           | X           | Loudenvielle         |
| 5.–8. Juni        | X           | X           | X           | X           | Saalfelden / Leogang |
| 20.–22. Juni      | X           | X           | X           |             | Val di Sole          |
| 27.–29. Juni      |             |             |             | X           | Val di Fassa         |
| 3.–6. Juli        |             |             | X           | X           | La Thuile            |
| 9.–13. Juli       | X           | X           | X           |             | Pal Arinsal          |
| 21.–31. Aug       | X           | X           | X           | X           | Haute-Savoie         |
| 18.–21. September | X           | X           | X           |             | Lenzerheide          |
| 3.–5. Oktober     | X           | X           | X           |             | Lake Placid          |
| 9.–12. Oktober    | X           | X           | X           |             | Mont Sainte-Anne     |

## Cross-Country Short Track

### Frauen Elite
| Rnd | Datum     | Ort                  | Erste             | Zweite         | Dritte            |
| --- | --------- | -------------------- | ----------------- | -------------- | ----------------- |
| 1   | 5. April  | Araxá                | Evie Richards     | Samara Maxwell | Alessandra Keller |
| 2   | 11. April | Araxá                | Evie Richards     | Nicole Koller  | Jenny Rissveds    |
| 3   | 24. Mai   | Nové Město na Moravě | Puck Pieterse     | Evie Richards  | Linda Indergand   |
| 4   | 6. Juni   | Leogang              | Puck Pieterse     | Samara Maxwell | Nicole Koller     |
| 5   | 20. Juni  | Val di Sole          | Puck Pieterse     | Jenny Rissveds | Laura Stigger     |
| 6   | 11. Juli  | Pal Arinsal          | Alessandra Keller | Evie Richards  | Ronja Blöchlinger |

### Männer Elite
| Rnd | Datum     | Ort                  | Erster              | Zweiter             | Dritter           |
| --- | --------- | -------------------- | ------------------- | ------------------- | ----------------- |
| 1   | 5. April  | Araxá                | Christopher Blevins | Victor Koretzky     | Mathis Azzaro     |
| 2   | 11. April | Araxá                | Christopher Blevins | Victor Koretzky     | Nino Schurter     |
| 3   | 24. Mai   | Nové Město na Moravě | Christopher Blevins | Victor Koretzky     | Filippo Colombo   |
| 4   | 6. Juni   | Leogang              | Christopher Blevins | Martín Vidaurre     | Charlie Aldridge  |
| 5   | 20. Juni  | Val di Sole          | Christopher Blevins | Victor Koretzky     | Luca Schwarzbauer |
| 6   | 11. Juli  | Pal Arinsal          | Luca Martin         | Christopher Blevins | Mathis Azzaro     |

### Frauen U23
| Rnd | Datum     | Ort                  | Erste             | Zweite            | Dritte              |
| --- | --------- | -------------------- | ----------------- | ----------------- | ------------------- |
| 1   | 5. April  | Araxá                | Isabella Holmgren | Katharina Sadnik  | Ella Maclean-Howell |
| 2   | 11. April | Araxá                | Isabella Holmgren | Valentina Corvi   | Katharina Sadnik    |
| 3   | 24. Mai   | Nové Město na Moravě | Ava Holmgren      | Isabella Holmgren | Ella MacPhee        |
| 4   | 6. Juni   | Leogang              | Elina Benoit      | Vida Lopez        | Ella MacPhee        |
| 5   | 20. Juni  | Val di Sole          | Nicole Bradbury   | Katharina Sadnik  | Katrin Embacher     |
| 6   | 11. Juli  | Pal Arinsal          | Katharina Sadnik  | Valentina Corvi   | Sina van Thiel      |

### Männer U23
| Rnd | Datum     | Ort                  | Erster               | Zweiter                  | Dritter              |
| --- | --------- | -------------------- | -------------------- | ------------------------ | -------------------- |
| 1   | 5. April  | Araxá                | Sondre Rokke         | Braydon Johnson          | Gustav Heby Pedersen |
| 2   | 11. April | Araxá                | Elian Paccagnella    | Finn Treudler            | Gustav Heby Pedersen |
| 3   | 24. Mai   | Nové Město na Moravě | Gustav Heby Pedersen | Sondre Rokke             | Elian Paccagnella    |
| 4   | 6. Juni   | Leogang              | Finn Treudler        | Oleksandr Hudyma         | Paul Schehl          |
| 5   | 20. Juni  | Val di Sole          | Finn Treudler        | Rens Teunissen van Manen | Paul Schehl          |
| 6   | 11. Juli  | Pal Arinsal          | Finn Treudler        | Gustav Heby Pedersen     | Nicolas Halter       |

## Cross-Country olympisch

### Frauen Elite
| Rnd | Datum     | Ort                  | Erste              | Zweite            | Dritte          |
| --- | --------- | -------------------- | ------------------ | ----------------- | --------------- |
| 1   | 6. April  | Araxá                | Samara Maxwell     | Nicole Koller     | Savilia Blunk   |
| 2   | 12. April | Araxá                | Jenny Rissveds     | Samara Maxwell    | Evie Richards   |
| 3   | 25. Mai   | Nové Město na Moravě | Mona Mitterwallner | Samara Maxwell    | Candice Lill    |
| 4   | 8. Juni   | Leogang              | Puck Pieterse      | Samara Maxwell    | Ramona Forchini |
| 5   | 22. Juni  | Val di Sole          | Puck Pieterse      | Samara Maxwell    | Laura Stigger   |
| 6   | 13. Juli  | Pal Arinsal          | Samara Maxwell     | Alessandra Keller | Jenny Rissveds  |

### Männer Elite
| Rnd | Datum     | Ort                  | Erster              | Zweiter             | Dritter          |
| --- | --------- | -------------------- | ------------------- | ------------------- | ---------------- |
| 1   | 6. April  | Araxá                | Victor Koretzky     | Christopher Blevins | Martín Vidaurre  |
| 2   | 12. April | Araxá                | Christopher Blevins | Martín Vidaurre     | Adrien Boichis   |
| 3   | 25. Mai   | Nové Město na Moravě | Christopher Blevins | Mathis Azzaro       | Lars Forster     |
| 4   | 8. Juni   | Leogang              | Ondřej Cink         | Mathias Flückiger   | Fabio Püntener   |
| 5   | 22. Juni  | Val di Sole          | Martín Vidaurre     | Mathis Azzaro       | Fabio Püntener   |
| 6   | 13. Juli  | Pal Arinsal          | Thomas Pidcock      | Luca Martin         | Charlie Aldridge |

### Frauen U23
| Rnd | Datum     | Ort                  | Erste             | Zweite          | Dritte          |
| --- | --------- | -------------------- | ----------------- | --------------- | --------------- |
| 1   | 6. April  | Araxá                | Isabella Holmgren | Ella MacPhee    | Valentina Corvi |
| 2   | 12. April | Araxá                | Isabella Holmgren | Valentina Corvi | Ella MacPhee    |
| 3   | 25. Mai   | Nové Město na Moravě | Ella MacPhee      | Fiona Schibler  | Sara Cortinovis |
| 4   | 8. Juni   | Leogang              | Fiona Schibler    | Monique Halter  | Elina Benoit    |
| 5   | 22. Juni  | Val di Sole          | Valentina Corvi   | Fiona Schibler  | Sara Cortinovis |
| 6   | 13. Juli  | Pal Arinsal          | Valentina Corvi   | Monique Halter  | Sina van Thiel  |

### Männer U23
| Rnd | Datum     | Ort                  | Erster                   | Zweiter                  | Dritter           |
| --- | --------- | -------------------- | ------------------------ | ------------------------ | ----------------- |
| 1   | 6. April  | Araxá                | Finn Treudler            | Gustav Heby Pedersen     | Nikolaj Hougs     |
| 2   | 12. April | Araxá                | Finn Treudler            | William Handley          | Elian Paccagnella |
| 3   | 25. Mai   | Nové Město na Moravě | Paul Schehl              | Rens Teunissen van Manen | Finn Treudler     |
| 4   | 8. Juni   | Leogang              | Finn Treudler            | Paul Schehl              | Nicolas Halter    |
| 5   | 22. Juni  | Val di Sole          | Rens Teunissen van Manen | Finn Treudler            | Benjamin Krüger   |
| 6   | 13. Juli  | Pal Arinsal          | Finn Treudler            | Nicolas Halter           | Maxime L’Homme    |

## Downhill

### Frauen Elite
| Rnd | Datum    | Ort           | Erste            | Zweite          | Dritte           |
| --- | -------- | ------------- | ---------------- | --------------- | ---------------- |
| 1   | 18. Mai  | Bielsko-Biała | Tahnée Seagrave  | Anna Newkirk    | Nina Hoffmann    |
| 2   | 1. Juni  | Loudenvielle  | Gracey Hemstreet | Valentina Höll  | Tahnée Seagrave  |
| 3   | 7. Juni  | Leogang       | Gracey Hemstreet | Anna Newkirk    | Valentina Höll   |
| 4   | 21. Juni | Val di Sole   | Marine Cabirou   | Valentina Höll  | Monika Hrastnik  |
| 5   | 6. Juli  | La Thuile     | Gracey Hemstreet | Tahnée Seagrave | Camille Balanche |
| 6   | 12. Juli | Pal Arinsal   | Tahnée Seagrave  | Valentina Höll  | Mille Johnset    |

### Männer Elite
| Rnd | Datum    | Ort           | Erster            | Zweiter           | Dritter         |
| --- | -------- | ------------- | ----------------- | ----------------- | --------------- |
| 1   | 18. Mai  | Bielsko-Biała | Loïc Bruni        | Oisin O’Callaghan | Amaury Pierron  |
| 2   | 1. Juni  | Loudenvielle  | Jackson Goldstone | Amaury Pierron    | Jordan Williams |
| 3   | 7. Juni  | Leogang       | Jackson Goldstone | Loïc Bruni        | Henri Kiefer    |
| 4   | 21. Juni | Val di Sole   | Jackson Goldstone | Troy Brosnan      | Thibaut Dapréla |
| 5   | 6. Juli  | La Thuile     | Jackson Goldstone | Loris Vergier     | Loïc Bruni      |
| 6   | 12. Juli | Pal Arinsal   | Loïc Bruni        | Jackson Goldstone | Loris Vergier   |

### Juniorinnen
| Rnd | Datum    | Ort           | Erste           | Zweite          | Dritte            |
| --- | -------- | ------------- | --------------- | --------------- | ----------------- |
| 1   | 18. Mai  | Bielsko-Biała | Rosa Jensen     | Lina Frener     | Eliana Hulsebosch |
| 2   | 1. Juni  | Loudenvielle  | Lina Frener     | Rosa Zierl      | Matilda Melton    |
| 3   | 7. Juni  | Leogang       | Rosa Zierl      | Aletha Ostgaard | Eliana Hulsebosch |
| 4   | 21. Juni | Val di Sole   | Rosa Zierl      | Aletha Ostgaard | Kate Hastings     |
| 5   | 6. Juli  | La Thuile     | Aletha Ostgaard | Rosa Zierl      | Matilda Melton    |
| 6   | 12. Juli | Pal Arinsal   | Aletha Ostgaard | Rosa Jensen     | Rosa Zierl        |

### Junioren
| Rnd | Datum    | Ort           | Erster     | Zweiter      | Dritter      |
| --- | -------- | ------------- | ---------- | ------------ | ------------ |
| 1   | 18. Mai  | Bielsko-Biała | Max Alran  | Tyler Waite  | Oli Clark    |
| 2   | 1. Juni  | Loudenvielle  | Bode Burke | Tyler Waite  | Max Alran    |
| 3   | 7. Juni  | Leogang       | Oli Clark  | Max Alran    | Asa Vermette |
| 4   | 21. Juni | Val di Sole   | Till Alran | Max Alran    | Asa Vermette |
| 5   | 6. Juli  | La Thuile     | Till Alran | Asa Vermette | Tyler Waite  |
| 6   | 12. Juli | Pal Arinsal   | Max Alran  | Asa Vermette | Tyler Waite  |

## Enduro

### Frauen Elite
| Rnd | Datum    | Ort           | Erste             | Zweite            | Dritte              |
| --- | -------- | ------------- | ----------------- | ----------------- | ------------------- |
| 1   | 11. Mai  | Finale Ligure | Harriet Harnden   | Ella Conolly      | Morgane Charre      |
| 2   | 17. Mai  | Bielsko-Biała | Elly Hoskin       | Ella Conolly      | Morgane Charre      |
| 3   | 31. Mai  | Loudenvielle  | Ella Conolly      | Morgane Charre    | Winnifred Goldsbury |
| 4   | 8. Juni  | Leogang       | Ella Conolly      | Simona Kuchyňková | Winnifred Goldsbury |
| 5   | 29. Juni | Val di Fassa  | Ella Conolly      | Nadine Ellecosta  | Simona Kuchyňková   |
| 6   | 5. Juli  | La Thuile     | Simona Kuchyňková | Ella Conolly      | Mélanie Pugin       |

### Männer Elite
| Rnd | Datum    | Ort           | Erster           | Zweiter          | Dritter           |
| --- | -------- | ------------- | ---------------- | ---------------- | ----------------- |
| 1   | 11. Mai  | Finale Ligure | Daniel Booker    | Sławomir Łukasik | Alex Rudeau       |
| 2   | 17. Mai  | Bielsko-Biała | Sławomir Łukasik | Jack Moir        | Gregory Callaghan |
| 3   | 31. Mai  | Loudenvielle  | Daniel Booker    | Alex Rudeau      | Sławomir Łukasik  |
| 4   | 8. Juni  | Leogang       | Jesse Melamed    | Charles Murray   | Sławomir Łukasik  |
| 5   | 29. Juni | Val di Fassa  | Sławomir Łukasik | Richard Rude Jr  | Jesse Melamed     |
| 6   | 5. Juli  | La Thuile     | Sławomir Łukasik | Charles Murray   | Jesse Melamed     |

### Juniorinnen
| Rnd | Datum    | Ort           | Erste        | Zweite       | Dritte      |
| --- | -------- | ------------- | ------------ | ------------ | ----------- |
| 1   | 11. Mai  | Finale Ligure | Lucile Metge | Lacey Adams  | Chloe Bear  |
| 2   | 17. Mai  | Bielsko-Biała | Nežka Libnik | Lacey Adams  | Chloe Bear  |
| 3   | 31. Mai  | Loudenvielle  | Lacey Adams  | Lucile Metge | Chloe Bear  |
| 4   | 8. Juni  | Leogang       | Lacey Adams  | Lucile Metge | Chloe Bear  |
| 5   | 29. Juni | Val di Fassa  | Lacey Adams  | Lucile Metge | Chloe Bear  |
| 6   | 5. Juli  | La Thuile     | Nežka Libnik | Lucile Metge | Lacey Adams |

### Junioren
| Rnd | Datum    | Ort           | Erster         | Zweiter            | Dritter            |
| --- | -------- | ------------- | -------------- | ------------------ | ------------------ |
| 1   | 11. Mai  | Finale Ligure | Melvin Almueis | Cooper Millwood    | Matteo Falcini     |
| 2   | 17. Mai  | Bielsko-Biała | Tommy Bougon   | Melvin Almueis     | Cooper Millwood    |
| 3   | 31. Mai  | Loudenvielle  | Melvin Almueis | Cooper Millwood    | Gabriel Sainthuile |
| 4   | 8. Juni  | Leogang       | Melvin Almueis | Cooper Millwood    | Áron Babó          |
| 5   | 29. Juni | Val di Fassa  | Melvin Almueis | Áron Babó          | Rhys Blair         |
| 6   | 5. Juli  | La Thuile     | Noé Forlin     | Gabriel Sainthuile | Rhys Blair         |